# 滝川忠尚
滝川 忠尚（たきがわ ただなお）は、江戸時代前期の尾張藩士。
通称は又左衛門。

## 生涯
尾張藩年寄（家老）滝川忠征の三男（夭折した兄を含めると五男）。忠征が高齢になってから生まれた男子で、母は系譜上で不明とされている。
寛永12年（1635年）、父が77歳で病死すると、その隠居料1000石を与えられ、父の家督を継いでいた兄時成から独立して別家を起こし、寄合に入れられた。
寛永15年（1638年）、御旗奉行に任命されてこの職を長く務めた。
天和2年（1682年）、大番頭に任命され、貞享4年（1687年）に在職のまま没した。

## 系譜
- 父：滝川忠征（1559 - 1635）
- 母：不明
  - 兄：滝川法直（? - 1614） – 子孫は江戸幕府旗本
  - 兄：滝川時成（1602 - 1679） – 子孫は尾張藩士
- 妻：不明
  - 長男：滝川忠周（1658 - 1710）

子孫は代々「又左衛門」を通称とする。忠尚の死後、嫡男の忠周が家督を継いで家禄1000石を継ぎ、父と同じ御旗奉行を務めたが、宝永7年（1710年）、嗣子を残さずに没した。このため時成の曾孫忠栄が末期養子に迎えられて又左衛門家の名跡を相続し500石を改めて与えられるが、享保15年（1730年）に断絶した本家の名跡を継ぐことになり、又左衛門家は3代で断絶した。文政6年（1823年）、本家第9代（忠栄の養孫）忠暁が隠居に当たって五男忠貫に1000石を分知して又左衛門家を再興し、忠貫は側用人、城代、年寄等の要職を歴任した。